# Johan Danielsen
Christian Sofus Johan Helenius Danielsen (* 25. Juni 1888 in Tórshavn, Färöer; † 6. Juli 1953 ebenda) war Postmeister der Färöer und ein Politiker der Sambandsflokkurin.
Johan war der Sohn von Anna Sofie, geborene Larsen und Christian Cornelius Danielsen. Verheiratet war er mit Margretha, geborene Müller aus Tórshavn.
1904 begann er bei der färöischen Post und war ab 1922 Postmeister von Tórshavn (und damit der Färöer). Dieses Amt sollte er bis zu seinem Tode 1953 innehaben – so lange wie keiner vor oder nach ihm.
1932 bis 1936 und 1940 bis 1943 saß Danielsen als Abgeordneter im färöischen Løgting. In der Zeit der Färöer im Zweiten Weltkrieg galt er (neben Kristian Djurhuus und anderen) als einer der Vertrauten von Amtmann Carl Aage Hilbert.
Über viele Jahre war er auch Vorsitzender der Færø Amts Sparekasse.
| Personendaten    | Personendaten                                                  |
| ---------------- | -------------------------------------------------------------- |
| NAME             | Danielsen, Johan                                               |
| ALTERNATIVNAMEN  | Danielsen, Johan Helenius (vollständiger Name)                 |
| KURZBESCHREIBUNG | Postmeister der Färöer und ein Politiker der Sambandsflokkurin |
| GEBURTSDATUM     | 25. Juni 1888                                                  |
| GEBURTSORT       | Tórshavn, Färöer                                               |
| STERBEDATUM      | 6. Juli 1953                                                   |
| STERBEORT        | Tórshavn, Färöer                                               |